# Cormac Buchanan
Cormac Buchanan (Invercargill, Nueva Zelanda, 23 de agosto de 2006) es un piloto de motociclismo neozelandés que participa en el Campeonato del Mundo de Moto3 con el equipo Denssi Racing-Boé.

## Biografía
Cormac Buchanan fue elegido para participar en la Red Bull MotoGP Rookies Cup en la temporada 2021. En su temporada debut en el certamen, Buchanan fallo en su objetivo de sumar puntos, obteniendo como mejor resultado un decimosexto puesto en Sachsenring.
En 2022, además de disputar la Red Bull MotoGP Rookies Cup, Buchanan disputó la European Talent Cup on el AGR Team, en donde más adelante en la temporada fue ascendido al FIM CEV Moto3 Junior World Championship reemplazando al italiano Mattia Volpi.
Buchanan renovó con el AGR Team para 2023, compaginando el FIM CEV Moto3 Junior World Championship con la Red Bull MotoGP Rookies Cup. Su mejor resultado en la Red Bull MotoGP Rookies Cup fue el quinto puesto logrado en la segunda carrera de Le Mans. Mientras que en el FIM CEV Moto3 Junior World Championship, su mejor resultado fue la cuarta posición obtenida en la segunda carrera celebrada en Jerez.
Buchanan renovó nuevamente con el AGR Team para la temporada 2024 del FIM CEV Moto3 Junior World Championship. En esta temporada logró su primer podio en la categoría en la segunda carrera celebrada en MIsano, además de que en Estoril consiguió su primera pole position  y otro tercer puesto.
El 17 de noviembre de 2024, el Boé Motorsports anuncio la contratación de Buchanan para la temporada 2025 del Campeonato del Mundo de Moto3 convirtiéndose con ello en el primer piloto neozelandés en competir en Moto3.

## Resultados

### Red Bull MotoGP Rookies Cup
(Carreras en negrita indica pole position, carreras en cursiva indica vuelta rápida)
| Temp. | 1      | 2       | 3      | 4      | 5       | 6      | 7       | 8       | 9       | 10     | 11     | 12      | 13     | 14     | Pos. | Pts. |
| ----- | ------ | ------- | ------ | ------ | ------- | ------ | ------- | ------- | ------- | ------ | ------ | ------- | ------ | ------ | ---- | ---- |
| 2021  | POR 22 | POR 20  | JER 22 | JER 18 | MUG 23  | MUG 18 | SAC 17  | SAC 16  | RBR Ret | RBR 20 | RBR 21 | RBR 20  | ARA 20 | ARA 19 | 26.º | 0    |
| 2022  | POR    | POR     | JER 12 | JER 20 | MUG Ret | MUG 11 | SAC 11  | SAC Ret | RBR Ret | RBR 13 | ARA 16 | ARA 12  | VAL 9  | VAL 10 | 17.º | 34   |
| 2023  | POR 14 | POR Ret | JER 15 | JER 14 | LMS 8   | LMS 5  | MUG Ret | MUG Ret | ASS Ret | ASS 9  | RBR 6  | RBR Ret | MIS 7  | MIS 7  | 13.º | 59   |

### FIM JuniorGP World Championship
(Carreras en negrita indica pole position, carreras en cursiva indica vuelta rápida)
| Temp. | Moto | 1       | 2     | 3       | 4     | 5     | 6       | 7       | 8      | 9      | 10     | 11      | 12     | Pos. | Pts. |
| ----- | ---- | ------- | ----- | ------- | ----- | ----- | ------- | ------- | ------ | ------ | ------ | ------- | ------ | ---- | ---- |
| 2022  | KTM  | EST     | VAL   | VAL     | CAT   | CAT   | JER     | JER     | POR 19 | RSM 21 | ARA 9  | VAL 11  | VAL 17 | 24.º | 12   |
| 2023  | KTM  | EST 13  | VAL 7 | VAL Ret | JER 5 | JER 4 | POR Ret | POR 7   | CAT 17 | CAT 11 | ARA 20 | VAL Ret | VAL 20 | 14.º | 50   |
| 2024  | KTM  | RSM Ret | RSM 3 | EST 3   | CAT 5 | CAT 5 | POR 5   | POR Ret | JER 9  | JER 10 | ARA 6  | EST     | EST    | 8.º  | 88   |

### Campeonato del mundo de motociclismo
Sistema de puntuación de 1993 hasta 2022:
| Posición | 1.º | 2.º | 3.º | 4.º | 5.º | 6.º | 7.º | 8.º | 9.º | 10.º | 11.º | 12.º | 13.º | 14.º | 15.º |
| Puntos   | 25  | 20  | 16  | 13  | 11  | 10  | 9   | 8   | 7   | 6    | 5    | 4    | 3    | 2    | 1    |

#### Por categoría
| Cat.  | Temp.         | 1.er Gran Premio | 1.er Podio    | 1.ª Victoria  | Carreras | Victorias | Podios | Poles | VR | Pts | CM |
| ----- | ------------- | ---------------- | ------------- | ------------- | -------- | --------- | ------ | ----- | -- | --- | -- |
| Moto3 | 2025-presente | Tailandia 2025   |               |               |          |           |        |       |    |     |    |
| Total | 2025–Presente | 2025–Presente    | 2025–Presente | 2025–Presente |          |           |        |       |    |     |    |

#### Por temporada
| Temp. | Cat.  | Moto  | Equipo              | Carreras | Victorias | Podios | Poles | V.Ráp. | Pts. | Pos |
| ----- | ----- | ----- | ------------------- | -------- | --------- | ------ | ----- | ------ | ---- | --- |
| 2025  | Moto3 | KTM   | Denssi Racing – Boé |          |           |        |       |        | *    | *   |
| Total | Total | Total | Total               | 0        | 0         | 0      | 0     | 0      | 0    |     |

- * Temporada en curso.

#### Carreras por año
| Año  | Cat.  | Moto | 1      | 2      | 3      | 4       | 5      | 6      | 7      | 8      | 9      | 10      | 11    | 12      | 13      | 14  | 15  | 16  | 17  | 18  | 19  | 20  | 21  | 22  | Pos. | Pts. |
| ---- | ----- | ---- | ------ | ------ | ------ | ------- | ------ | ------ | ------ | ------ | ------ | ------- | ----- | ------- | ------- | --- | --- | --- | --- | --- | --- | --- | --- | --- | ---- | ---- |
| 2025 | Moto3 | KTM  | THA 15 | ARG 14 | AME 10 | QAT Ret | SPA 19 | FRA 14 | GBR 14 | ARA 10 | ITA 15 | NED Ret | GER 9 | CZE DNS | AUT Ret | HUN | CAT | RSM | JPN | INA | AUS | MAL | POR | VAL | 19.° | 27   |

| Color     | Resultado                                                               |
| --------- | ----------------------------------------------------------------------- |
| Oro       | Ganador                                                                 |
| Plata     | 2.ª plaza                                                               |
| Bronce    | 3.ª plaza                                                               |
| Verde     | Finalizó en los puntos                                                  |
| Azul      | Finalizó sin puntos                                                     |
| Azul      | NC - No clasificado                                                     |
| Violeta   | Ret - No terminó (Carrera)                                              |
| Rojo      | DNQ - No se clasificó                                                   |
| Negro     | DSQ - Descalificado                                                     |
| Blanco    | DNS - No empezó (carrera)                                               |
| Blanco    | WD - Retirado (fin de semana)                                           |
| Blanco    | C - Carrera cancelada                                                   |
| Sin color | DNP - Inscrito pero no participó                                        |
| Sin color | INJ - Lesionado                                                         |
| Sin color | EX - Excluido                                                           |
| Estado    | Resultado                                                               |
| Negrita   | Pole position                                                           |
| Cursiva   | Vuelta rápida                                                           |
| x         | Posición en carrera sprint                                              |
| †         | Abandona, pero clasifica al completar el porcentaje requerido para ello |